# 戶塚站

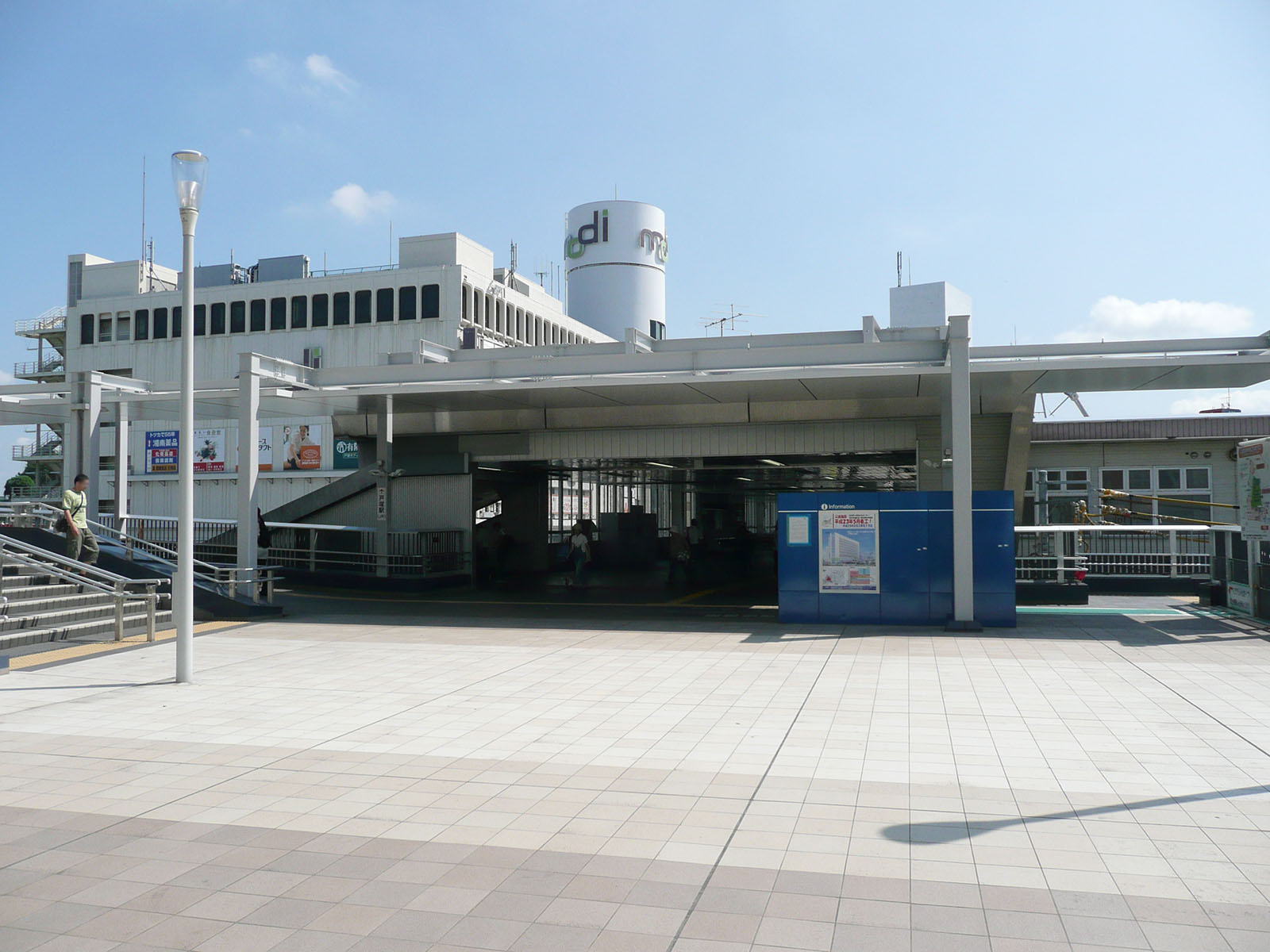
橋上西口（2011年8月）

戶塚站（日语：／ Totsuka eki */?）是一個位於日本神奈川縣橫濱市戶塚區戶塚町，屬於東日本旅客鐵道（JR東日本）、橫濱市交通局（橫濱市營地下鐵）的鐵路車站。
JR東日本和橫濱市營地下鐵的導覽指示牌都將「塚」以舊字體的「塚」表記。

## 概要
位於橫濱市戶塚區的中央區域、東海道（國道1號）戶塚宿的中心。車站周邊是橫濱市西南部的商業、行政中樞。西口與東口之間有地下1樓的自由通道與2樓的行人地盤連結。

## 停站路線
此站有JR東日本各線（後述）與橫濱市營地下鐵的藍線（1號線）合計4條路線停靠。
- JR東日本：各線（後述） - 3字母編號（日语：3レターコード）「TTK」
- 橫濱市交通局： 橫濱市營地下鐵藍線 - 車站編號「B06」

JR東日本停靠的路線以正式軌道名稱來說只有東海道本線（詳情參見路線條目與「鐵道路線的名稱」），但作為運行系統則分為以下3個系統停靠。三系統分別有專用軌道，往東（東京方向）的停靠站與途經路線也各有差異。因此，本站也是各系統相互轉乘的重要車站。
- 東海道線：直通東海道本線大船站以西藤澤站、小田原站方向的中距離電車（湘南電車）。分為東京站起訖系統與經東京站、上野站直通東北本線（宇都宮線）、高崎線的上野東京線。 - 車站編號「JT 06」
- 橫須賀線：經東海道本線（經品鶴線），下行列車從大船站起行駛於軌道名稱上的橫須賀線。上行列車至橫濱站為止全站停車，多數列車經東京站直通總武快速線。 - 車站編號「JO 10」
- 湘南新宿線：經東海道本線（經品鶴線），本站至西大井站與橫須賀線使用同一條軌道。經新宿站直通高崎線、東北本線（宇都宮線）。 - 車站編號「JS 10」

另外此站屬於特定都區市內制度下的「橫濱市內」，也是東海道本線在該特定區域內的西界。

## 歷史
- 1887年（明治20年）7月11日 - 國鐵東海道本線橫濱 - 國府津通車，本站開業。當時有客運與貨運業務。横須賀線通車後，橫須賀線直通列車停靠本站。

位於東海道宿場戶塚。最初使用者多集中在舊宿場町側的西口，但在戶塚競馬開賽後東口也開始發展。
- 1927年（昭和2年） - 1929年（昭和4年） 鶴見站 - 橫濱站間6線化，橫濱站 - 平塚站間複複線化，貨客分離。
- 1930年（昭和5年）3月15日 - 横須賀線電氣化，東海道線全列車不停本站[1]。
- 1932年（昭和7年） - 開設戶塚競馬場。
- 1937年（昭和12年） - 配合戶塚競馬，開設東口。
- 1954年（昭和25年） - 廢除戶塚競馬場，轉移至川崎競馬場。
- 1962年（昭和37年）3月 - 戶塚站前地區土地區劃整理事業（日语：土地区画整理事業）都市計畫定案（約21.8公頃）[2]。
- 1968年（昭和43年）5月 - 西友戶塚店開幕（店鋪面積9,169m2）[3][4][5]。
- 1969年（昭和44年）3月26日 - 跨站式站房完成[6]。
- 1970年（昭和45年）5月1日 - 貨物業務廢止。
- 1971年（昭和46年） - 神奈川中央交通舊戶塚巴士中心完工[7]。
- 1979年（昭和54年）10月1日 - 東海道貨物線鶴見 - 橫濱羽澤（日语：横浜羽沢駅） - 本站區間通車。
- 1980年（昭和55年）10月1日 - 戶塚站 - 大船站區間6線化，東海道本線與橫須賀線分離運轉（SM分離），東海道線普通列車恢復停靠本站。完成現在的月台配置。
- 1982年（昭和57年）4月 - 戶塚站東口地區第一種市街地再開發事業事業計畫定案[2]。
- 1985年（昭和60年）3月14日 - 行李業務廢止。
- 1986年（昭和61年）11月 - 東口站前再開発發大樓「Lapis戶塚（日语：ラピス戸塚）」開幕。
- 1987年（昭和62年）
  - 4月1日 - 國鐵分割民營化，本站成為東日本旅客鐵道車站。鶴見站經橫濱羽澤站的支線終點由戶塚站改為東戶塚站。
  - 5月24日 - 橫濱市營地下鐵車站臨時站開業。月台長度不足，後面兩輛採選擇性車門操作。
  - 7月11日 - 開業100周年。
- 1989年（平成元年）8月27日 - 橫濱市營地下鐵車站完工，選擇性車門操作廢止。
- 1990年（平成2年）3月 - 戶塚站東口地區第一種市街地再開發事業完成[2]。
- 1994年（平成6年）10月 - 戶塚站西口第1地區第二種市街地再開發事業都市計畫定案[2]。
- 1997年（平成9年）3月 - 戶塚站西口第1地區第二種市街地再開發事業開始[2]。
- 1999年（平成11年）8月29日 - 橫濱市營地下鐵本站 - 湘南台通車[2][8]。
- 2001年（平成13年）
  - 11月18日 - JR東日本IC卡「Suica」啟用。
  - 12月1日 - 湘南新宿線開始運行。本站為大船站起訖特急列車成田特快停靠站。
- 2002年（平成14年）12月 - 戶塚站前地區中央土地區劃整理事業事業計畫定案[2]。
- 2004年（平成16年）10月16日 - 湘南新宿線增班，本站成為新設的「特別快速」停靠站。
- 2006年（平成18年）9月30日 - 丸井戶塚店閉店。
- 2007年（平成19年）
  - 3月15日 - 舊丸井戶塚店整建的戶塚modi（日语：モディ）開幕。
  - 3月18日 - 成為東海道線快速「Acty」停靠站。橫濱市營地下鐵啟用IC卡「PASMO」。
  - 6月1日 - 西口再開發地區開始拆除改建。西口站前臨時商店大樓「戶塚West」開幕[2]。
  - 7月11日 - 車站開業120周年。
  - 8月18日 - 橫濱市營地下鐵導入月台門。
- 2008年（平成20年）3月8日 - 配合戶塚站西口再開發，西友戶塚店閉店。
- 2009年（平成21年）11月27日 - 西友戶塚店舊址改建的西口站前再開發大樓「Saclass戶塚（日语：サクラス戸塚）」開幕[9][10]。
- 2010年（平成22年）
  - 3月 - 臨時商店大樓「戶塚West」關閉（7月拆除）。西口站前再開發大樓「戶塚PALLSO（日语：トツカーナ）」開幕。
  - 4月1日 - 西口站前再開發大樓「Totsukana（日语：トツカーナ）」試營運。Totsukana旁第1交通廣場的自行車停車場（約3100台）啟用。車站與Totsukana、第1交通廣場以行人地盤「中央步道」連結[11]。
  - 4月2日 - 「Totsukana」全面開幕[11]。
  - 4月17日 - 舊戶塚巴士中心關閉。
  - 4月18日 - 第1交通廣場的路線巴士、計程車乘車處啟用[11]。戶塚巴士中心移至第1交通廣場[11]。神奈川中央交通、藤澤神奈交巴士（日语：藤沢神奈交バス）改點。
- 2011年（平成23年）9月20日 - 都市計畫道路戶塚站前線開通，同時西口站前設置巴士下車處（下車專用巴士站）[12]。
- 2012年（平成24年）4月10日 - 無線網路服務docomo Wi-Fi（日语：docomo Wi-Fi）啟用。
- 2013年（平成25年）
  - 3月3日 - 位於「戶塚West」舊址的戶塚區綜合廳舍完成。綜合廳舍1樓的第2交通廣場（計程車、一般車上下客處、自行車停車場）啟用。戶塚站西口第1地區第二種市街地再開發事業完成[2]。
- 2014年（平成26年）
  - 1月18日 - 戶塚道路（日语：戸塚道路）的「打不開的平交道（日语：開かずの踏切）」戶塚大平交道上方架設行人專用的行人天橋「戶塚大平交道天橋」。當日舉行完工典禮[13]。
- 2015年（平成27年）
  - 2月20日 - 區役所舊址賣給營運戶塚共立第1醫院的醫療法人橫濱柏堤會，舊戶塚巴士中心舊址賣給三菱地所集團的三菱地所residence（日语：三菱地所レジデンス）[14]。
  - 3月25日 - 戶塚道路清源院入口至矢部團地的交通立體化完工，廢除戶塚大平交道[15]。3月14日舉行紀念典禮[16]。
  - 7月18日 - 橫濱市營地下鐵改點，本站成為藍線新設的「快速」停靠站[17]。
- 2018年（平成30年）5月[18] - 舊戶塚巴士中心舊址的公寓竣工。
  - 10月至2019年（平成31年）3月 - 下行月台東京側進行月台段差消除工程。
- 2019年（令和元年）
  - 10月至2020年（令和2年）3月 - 上行月台進行月台段差消除工程。
- 2020年（令和2年）
  - 9月 - 上行、下行月台柏尾川側進行月台段差消除工程。

## 車站構造

### JR東日本
本站月台為島式月台2面4線設計。檢票口分為跨站式站房與地下兩處，皆可通往東口、西口。月台的大船側跨在柏尾川上。1、2號線月台旁有東海道貨物線通過。
東海道線與橫須賀線實施分離運轉（SM分離）以前，沒有現在的1、2號線月台，當時的1號線（現：3號線）是東海道、橫須賀上行線，2號線（現：4號線）是東海道、橫須賀下行線。當時也沒有現在的貨物線，現在的1、2號線月台所在地在當時是舊貨物線。之後至分離運轉前，車站改為兩座島式月台，2號線是東海道、橫須賀線上行線，3號線是東海道、橫須賀線下行線，1、4號線停止使用。
東海道本線與橫須賀線採方向別配線，可同月台同月台平行轉乘。在包含東北本線區間在內的上野東京線及湘南新宿線車站中，本站是唯一可同月台平行轉乘的車站（除跨年的大宮站以外）。東北本線北行沒有可同月台平行轉乘的車站，南行的大宮站只有宇都宮線列車或高崎線列車可同月台平行轉乘。除了末班車或是有特別指示，列車之間不會特別實施接續轉乘，因此乘客可能無法接上對面車輛。其他案例還有首都圈的新宿站（山手線與中央·總武線各站停車）、御茶之水站（中央線快速與中央·總武線各站停車）、田端至田町的山手線與京濱東北線並行區間各站（特別是山手線與京濱東北線快速）等。
湘南新宿線的東海道線直通列車、新宿方面起訖的東海道線特急列車（本站不停）會在大船方向轉入東海道線。來自武藏野線的直通臨時快速列車Holiday快速鎌倉號、橫濱站東海道線月台起訖橫須賀線直通列車會在大船方向轉入橫須賀線。
2001年12月1日改點後，特急「成田特快」停靠本站。但是臨時運行的特急（特急日光等）也有可能臨時停靠。
2007年3月18日改點後，東海道線快速「Acty」全列車停靠本站，可消除過去乘客對於「湘南新宿線快速、特別快速停車但快速Acty不停」的困惑。另外，本站也是快速Acty增停以前唯一一座未停車的轉乘站。東海道線的通勤快速維持不停。
2012年3月，全月台導入ATOS。上野東京線通車時再次更，男聲從津田英治改為田中一永。
原則上，特急「成田特快」往成田機場班次在1號線發車，成田機場發車班次在4號線發車。但是有兩往返班次（往成田機場的27、31號，成田機場發的26、30號）是在橫濱站 - 戶塚站間行駛於東海道線，因此往成田機場班次是停靠2號，成田機場發出班是3號線發車。
本站為直營站，並管理東戶塚站。

#### 月台配置
| 月台 | 路線                  | 方向 | 目的地                                          |
| ---- | --------------------- | ---- | ----------------------------------------------- |
| 1    | 橫須賀·總武線（快速） | 上行 | 橫濱、品川、東京、千葉方向 特急 「成田特快」    |
| 1    | 湘南新宿線            | 北行 | 澀谷、新宿、大宮方向                            |
| 2    | 東海道線              | 上行 | 橫濱、川崎、品川、東京、上野方向 （上野東京線） |
| 3    | 東海道線              | 下行 | 大船、小田原、熱海方向                          |
| 4    | 橫須賀線              | 下行 | 大船、鎌倉、久里濱方向                          |
| 4    | 湘南新宿線            | 南行 | 藤澤、平塚、小田原方向                          |

（來源：JR東日本:車站構內圖 （页面存档备份，存于））

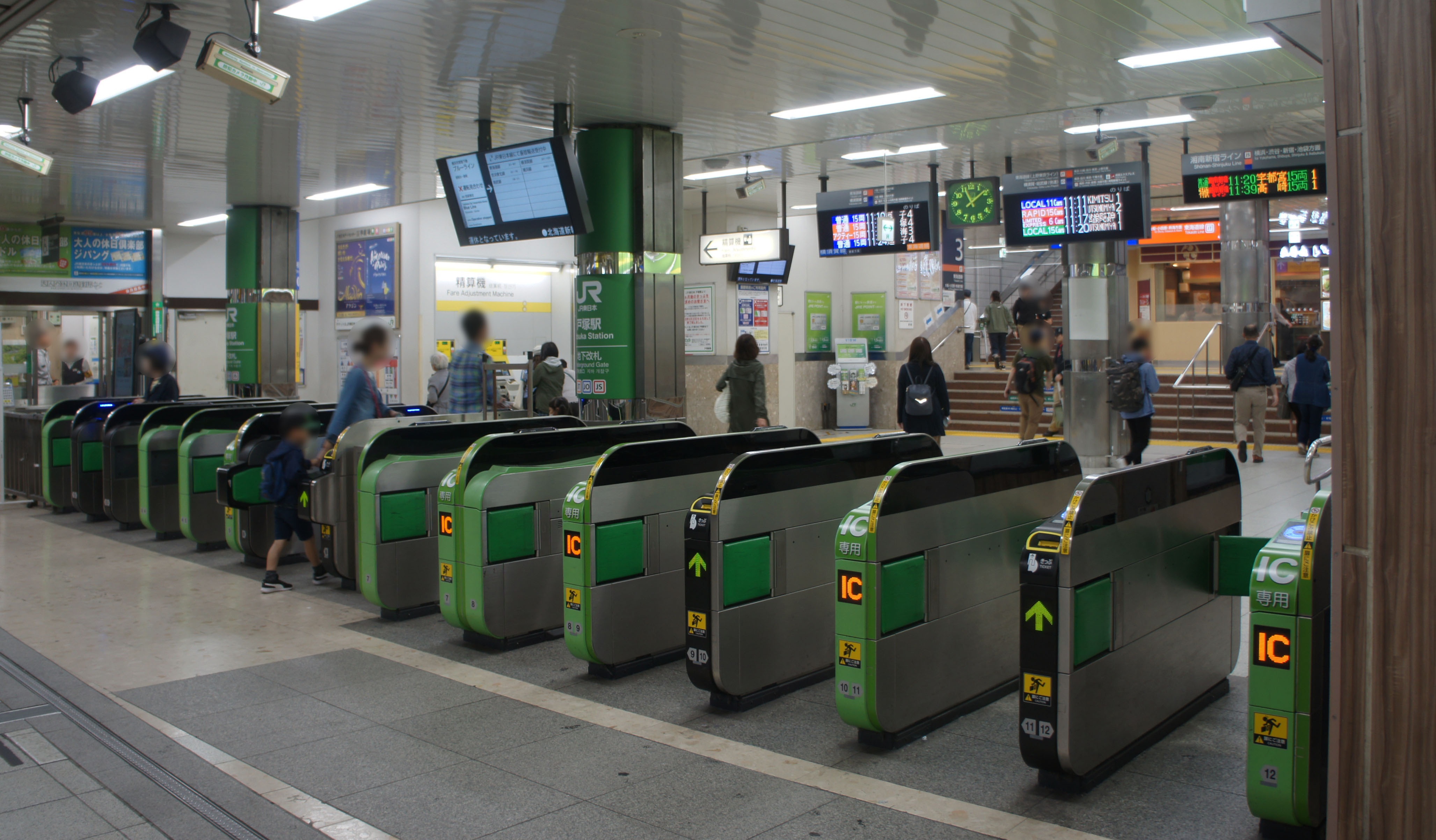
地下閘口（2019年6月）
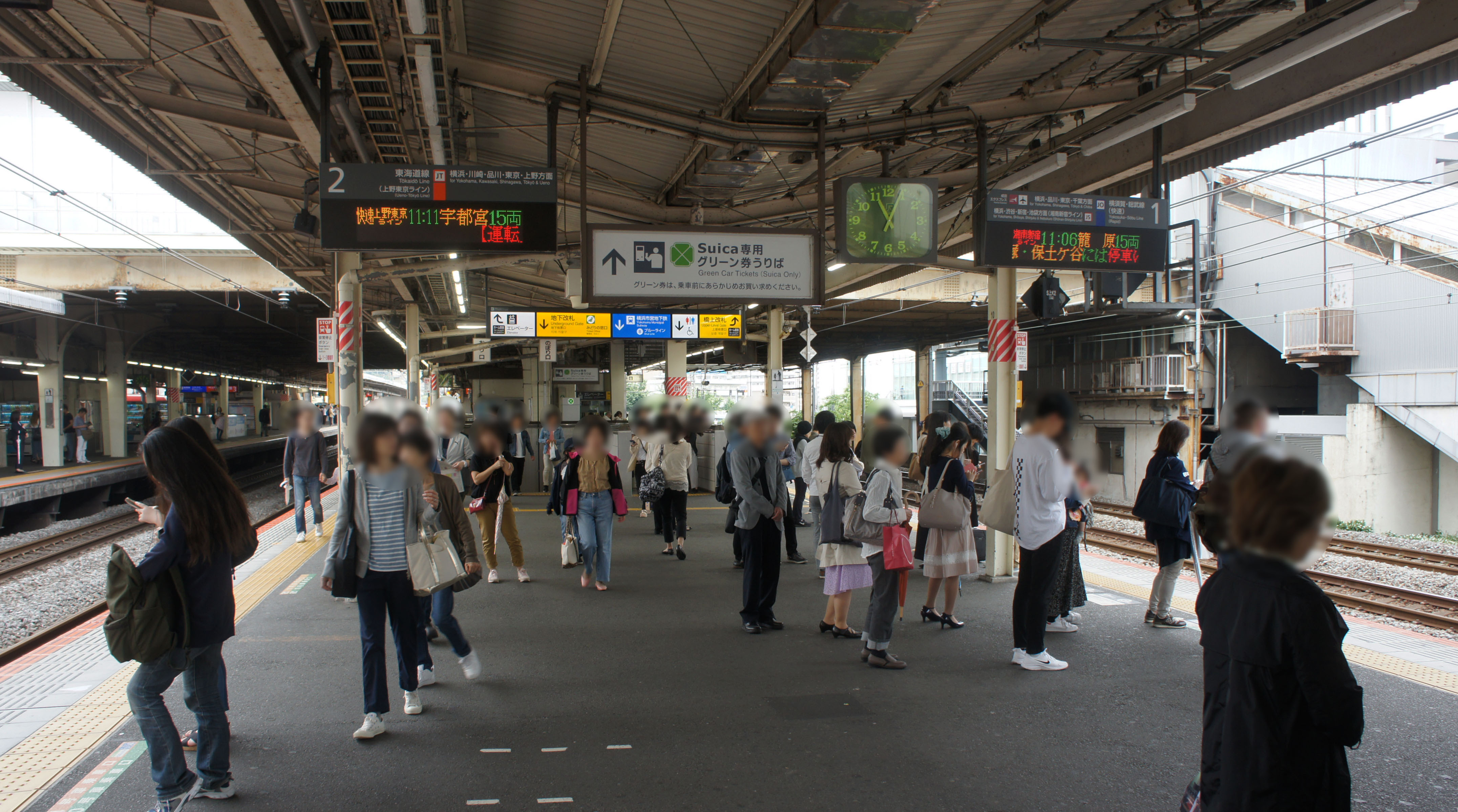
1、2號月台（2019年6月）
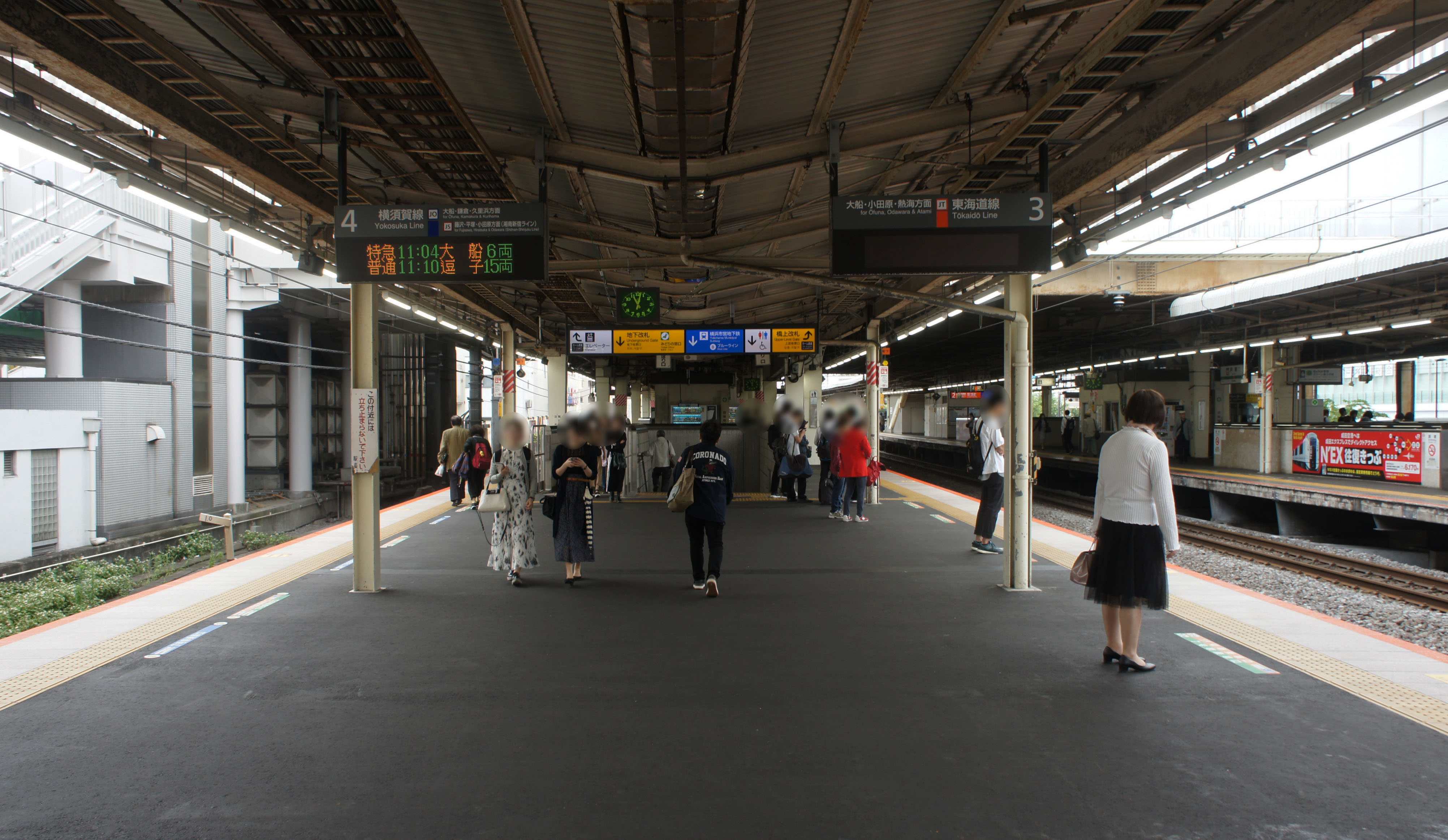
3、4號月台（2019年6月）

#### 發車音樂
| 1 | JO · JS | 木もれ陽の散歩道 |
| 2 | JT      | Gota del Vient   |
| 3 | JT      | Cielo Estrellado |
| 4 | JO · JS | 蝶々のように     |

- 2000年前後曾多次變更發車音樂。最初1、2號線使用「Gota del Vient」，3、4號線使用「Cielo Estrellado」。1999年6月14日1號線改為「Holiday」（ホリデイ），2號線改為「秋櫻」。同年7月7日將2號線改回「Gota del Vient」。2000年6月6日將1、4號線改為「Holiday」，2001年3月7日將2、3號線改為低音版本。2016年3月30日將1號線改為「木もれ陽の散歩道」，4號線改為「蝶々のように」。

#### 站內設備
- 綠色窗口
- 電扶梯
- 電梯
  - 跨站式站房 - 1、2號線（月台中間的月台事務室前）
  - 地下檢票口 - 1、2號線（月台中間的月台事務室旁）
  - 地下檢票口 - 3、4號線（月台中間的跨站式站房階梯後）
- 商店
  - NewDaysKIOSK
    - 戶塚1號店 - 1、2號線（往橫濱方向）月台橫濱方向

  - NewDays
    - 戶塚店 - 檢票口外。跨站式站房檢票口外左側。
    - 戶塚地下店 - 檢票口外。地下檢票口外左側。
    - NewDays mini3號戶塚店 - 檢票口內。跨站式站房檢票口內。

  - FamilyMart はまりん戶塚店 - 地下1樓階檢票口附近
  - 有隣堂戶塚地下商店 - 地下1樓橫濱信用金庫（日语：横浜信用金庫）附近
  - QB House戶塚店 - 地下2樓市營地下鐵剪票口旁
- 餐飲店
  - いろり庵きらく（立食蕎麥麵、烏龍麵店）
  - BECK'S COFFEE SHOP（日语：BECK'S COFFEE SHOP）
- 橫濱市戶塚站行政服務櫃台

### 橫濱市營地下鐵
島式1面2線的地下車站。閘口位於地下2樓，月台位於地下3樓。地下1樓是地下自由通道與JR的地下閘口。
本站是站長所在站。作為戶塚管區站管理本站 - 上永谷間。
最初是計畫從上永谷站直接通車至本站。當時站體預計設於戶塚站西口下方，但受限於西口再開發事業，1985年（昭和60年）決定先通車至鄰站舞岡站。之後，車站位置改至國鐵（現JR）下方（約77公尺）與東口巴士總站、Lapis戶塚2下方，但又遇上國鐵分割民營化及地盤鬆軟，因此在1987年（昭和62年）5月24日先行在國鐵下方11公尺與東口巴士總站、Lapis戶塚2下方設置臨時站。當時月台僅能停靠四輛編組，但列車採6輛編組，因此關內站側的2輛車廂採選擇性車門操作。國鐵與地下鐵轉乘的國鐵地下檢票口、自由通道尚未完成，出入口僅有東口巴士總站一處。
1989年（平成元年）8月27日，擁有完整月台長度的正式車站啟用。
1999年本站-湘南台站區間通車以前，本站為當時的終點站，因此薊野方向設有剪式橫渡線。延伸湘南台後，本站起訖的班次全部取消（但緊急狀態下可讓列車在湘南台站-本站與本站-薊野站折返運行），改至設有拖上線的踊場站。

#### 月台配置
| 月台 | 路線          | 目的地         |
| ---- | ------------- | -------------- |
| 1    | 藍線（1號線） | 湘南台方向     |
| 2    | 藍線（1號線） | 橫濱、薊野方向 |

## 利用狀況
- JR東日本 - 2019年度1日平均上車人次為112,598人[利用客数 1]。
東日本管內車站次於國分寺站排行第30位（31位是日暮里站），神奈川縣內的東日本管內車站次於橫濱站、川崎站、武藏小杉站排行第4位。
- 橫濱市營地下鐵 - 2019年度1日平均上下車人次為88,836人[乗降データ 1]。
藍線僅次於橫濱站排行第2位。

### 各年度1日平均上下車人次
近年1日平均上下車人次推移如下表。
| 年度               | 橫濱市交通局       | 橫濱市交通局 |
| 年度               | 1日平均 上下車人次 | 增長率       |
| ------------------ | ------------------ | ------------ |
| 1999年（平成11年） | 53,618             |              |
| 2000年（平成12年） | 63,950             | 19.3%        |
| 2001年（平成13年） | 67,318             | 5.3%         |
| 2002年（平成14年） | 69,195             | 2.8%         |
| 2003年（平成15年） | 71,115             | 2.8%         |
| 2004年（平成16年） | 73,012             | 2.7%         |
| 2005年（平成17年） | 74,884             | 2.6%         |
| 2006年（平成18年） | 76,544             | 2.2%         |
| 2007年（平成19年） | 78,980             | 3.2%         |
| 2008年（平成20年） | 80,507             | 1.9%         |
| 2009年（平成21年） | 81,561             | 1.3%         |
| 2010年（平成22年） | 83,296             | 2.1%         |
| 2011年（平成23年） | 83,509             | 0.3%         |
| 2012年（平成24年） | 84,981             | 1.8%         |
| 2013年（平成25年） | 86,948             | 2.3%         |
| 2014年（平成26年） | 87,837             | 1.0%         |
| 2015年（平成27年） | 88,698             | 1.0%         |
| 2016年（平成28年） | 89,463             | 0.9%         |
| 2017年（平成29年） | 89,349             | −0.1%        |
| 2018年（平成30年） | 90,133             | 0.9%         |

### 各年度1日平均上車人次（1987年 - 2000年）
近年的1日平均上車人次推移如下表。
| 年度               | JR東日本 | 橫濱市營地下鐵 | 來源               |
| ------------------ | -------- | -------------- | ------------------ |
| 1987年（昭和62年） |          | 11,145         |                    |
| 1988年（昭和63年） |          | 15,132         |                    |
| 1989年（平成元年） |          | 16,952         |                    |
| 1990年（平成02年） |          | 18,881         |                    |
| 1991年（平成03年） | 100,344  | 20,058         |                    |
| 1992年（平成04年） | 102,528  | 19,794         |                    |
| 1993年（平成05年） | 102,796  | 20,667         |                    |
| 1994年（平成06年） | 102,828  | 21,079         |                    |
| 1995年（平成07年） | 101,923  | 20,762         | [ 乗降データ 2 ]   |
| 1996年（平成08年） | 102,072  | 21,247         |                    |
| 1997年（平成09年） | 100,335  | 21,533         |                    |
| 1998年（平成10年） | 99,521   | 21,301         | [ 神奈川県統計 1 ] |
| 1999年（平成11年） | 98,054   | 26,704         | [ 神奈川県統計 2 ] |
| 2000年（平成12年） | 97,391   | 31,407         | [ 神奈川県統計 2 ] |

### 各年度1日平均上車人次（2001年以後）
| 年度               | JR東日本 | 橫濱市營 地下鐵 | 來源                |
| ------------------ | -------- | --------------- | ------------------- |
| 2001年（平成13年） | 98,168   | 33,042          | [ 神奈川県統計 3 ]  |
| 2002年（平成14年） | 98,869   | 34,454          | [ 神奈川県統計 4 ]  |
| 2003年（平成15年） | 100,374  | 35,227          | [ 神奈川県統計 5 ]  |
| 2004年（平成16年） | 99,853   | 36,135          | [ 神奈川県統計 6 ]  |
| 2005年（平成17年） | 101,458  | 37,020          | [ 神奈川県統計 7 ]  |
| 2006年（平成18年） | 103,402  | 37,776          | [ 神奈川県統計 8 ]  |
| 2007年（平成19年） | 105,904  | 39,064          | [ 神奈川県統計 9 ]  |
| 2008年（平成20年） | 106,301  | 39,917          | [ 神奈川県統計 10 ] |
| 2009年（平成21年） | 105,491  | 40,512          | [ 神奈川県統計 11 ] |
| 2010年（平成22年） | 105,662  | 41,314          | [ 神奈川県統計 12 ] |
| 2011年（平成23年） | 105,538  | 41,398          | [ 神奈川県統計 13 ] |
| 2012年（平成24年） | 107,681  | 42,161          | [ 神奈川県統計 14 ] |
| 2013年（平成25年） | 109,988  | 43,124          | [ 神奈川県統計 15 ] |
| 2014年（平成26年） | 108,933  | 43,613          | [ 神奈川県統計 16 ] |
| 2015年（平成27年） | 110,797  | 44,016          | [ 神奈川県統計 17 ] |
| 2016年（平成28年） | 111,405  | 44,416          | [ 神奈川県統計 18 ] |
| 2017年（平成29年） | 111,725  | 44,370          | [ 神奈川県統計 19 ] |
| 2018年（平成30年） | 112,606  | 44,761          | [ 神奈川県統計 20 ] |
| 2019年（令和元年） | 112,598  | 44,137          |                     |

備註
1. ↑  1999年8月29日戶塚 - 湘南台區間通車

## 車站周邊
車站北側與國道1號交會的東海道踏切（戸塚大踏切）是著名的「打不開的平交道」之一，特別是平日早晨頻繁的車次讓平交道長時間關閉，也因此禁止車輛在尖峰時刻通行。對此更在國道1號西側建設戶塚道路作為繞道紓解車潮。2014年（平成26年）1月18日，行人天橋「戶塚大平交道天橋」（行人、自行車用天橋）、2015年（平成27年）3月25日戶塚地下道（汽車專用地下道）陸續完工，正式廢除東海道平交道。
西口、東口皆有巴士總站。東口在再開發事業與橫濱市營地下鐵1號線（藍線）通車後，完成站前廣場與巴士總站的整備。之後，西口也進行再開發，2010年4月18日戶塚巴士中心移往第1交通廣場，2013年3月3日第2交通廣場完工。
西口位於東海道（國道1號）旁，小型商店林立，形成戶塚站西口商店街與旭町通商店街。配合橫濱市營地下鐵戶塚站建設計畫，1970年（昭和45年）7月開始進行西口再開發，然而協商未能取得共識，直至2006年7月為止都未能擬定事業計畫。再開発事業計畫定案後，2007年再開發開始動工，同年6月1日商店街店鋪進駐的臨時大樓「戶塚West」開幕。「戶塚West」之後在2010年3月關閉，7月拆除。之後「戶塚West」的店舖陸續移至2010年3月開幕的た商業設施「戶塚PALLSO」與翌年4月開幕的「Totsukana」。2013年3月3日，「戶塚West」舊址改建的戶塚區綜合廳舍完成，戶塚區役所進駐。綜合廳舍1樓的第2交通廣場完工，再開發事業完成。
東口柏尾川右岸是昭和10年代開始開發的工業區，有日立製作所與日立集團的大規模工廠。之後，東口再開發事業在此新建Lapis戶塚1、2、3，其中Lapis戶塚2可直通地下鐵。2016年3月7日，中外製藥宣布購入車站南側的日立製作所戶塚工場土地做為橫濱研究據點、物件引き渡しに向け工事が進められている。
橫濱市正在本站周邊研擬地區營造計畫。而1981年擬定的「橫濱21世紀計畫」中，本站周邊地區原訂為副都心，現在已改為生活據點。

### 商業設施

#### 東口地區都市型商業設施
Lapis戶塚1（戶塚modi）
- 丸井食遊館戶塚店（戶塚modi）
- Ace contact（日语：メニコン）戶塚modi店
- ABC Mart（日语：ABCマート）戶塚modi店
- Gold's Gym（日语：ゴールドジム）戶塚神奈川店
- 大創戶塚modi店
- 有隣堂戶塚modi店

Lapis戶塚2
- 坂本寫真工作室本店
- 有隣堂戶塚文化中心·戶塚音樂沙龍

Lapis戶塚3
- 河合塾（日语：河合塾）MANAVIS戶塚校

APiTA戶塚店
- 菊池眼鏡（日语：キクチメガネ）戶塚店
- 大創APiTA戶塚店
- Drug Segami（日语：ココカラファインヘルスケア）戶塚店
- 夢屋書店（日语：夢屋書店）APiTA戶塚店
- HAC DRUG（日语：ウエルシア薬局）戶塚東口店

其他
- 成城藥局（日语：セイジョー）戶塚店
- KONAKA（日语：コナカ）戶塚東口店
- TSUTAYA戶塚站東口店
- TIPNESS（日语：ティップネス）戶塚店
- 豐田租車橫濱戶塚站東口店
- 日產租車戶塚站東口店
- 日本租車戶塚站前營業所
- 有隣堂戶塚站地下商店

#### 東口地區郊外型商業設施
- Welcia藥局戶塚舞岡店
- 大創橫濱戶塚吉田店
- AEON戶塚店
- HAC DRUG戶塚店

#### 西口地區都市型商業設施
Totsukana（東急PLAZA戶塚與Totsukana Mall）
- 東急PLAZA戶塚
  - 戶塚東急Store（日语：東急ストア）
  - 無印良品東急PLAZA戶塚店
  - 有隣堂戶塚站西口Totsukana店
  - Right-on（日语：ライトオン）東急PLAZA戶塚店
  - UNIQLO東急PLAZA戶塚店

- Totsukana Mall
  - 松本清Totsukana Mall店

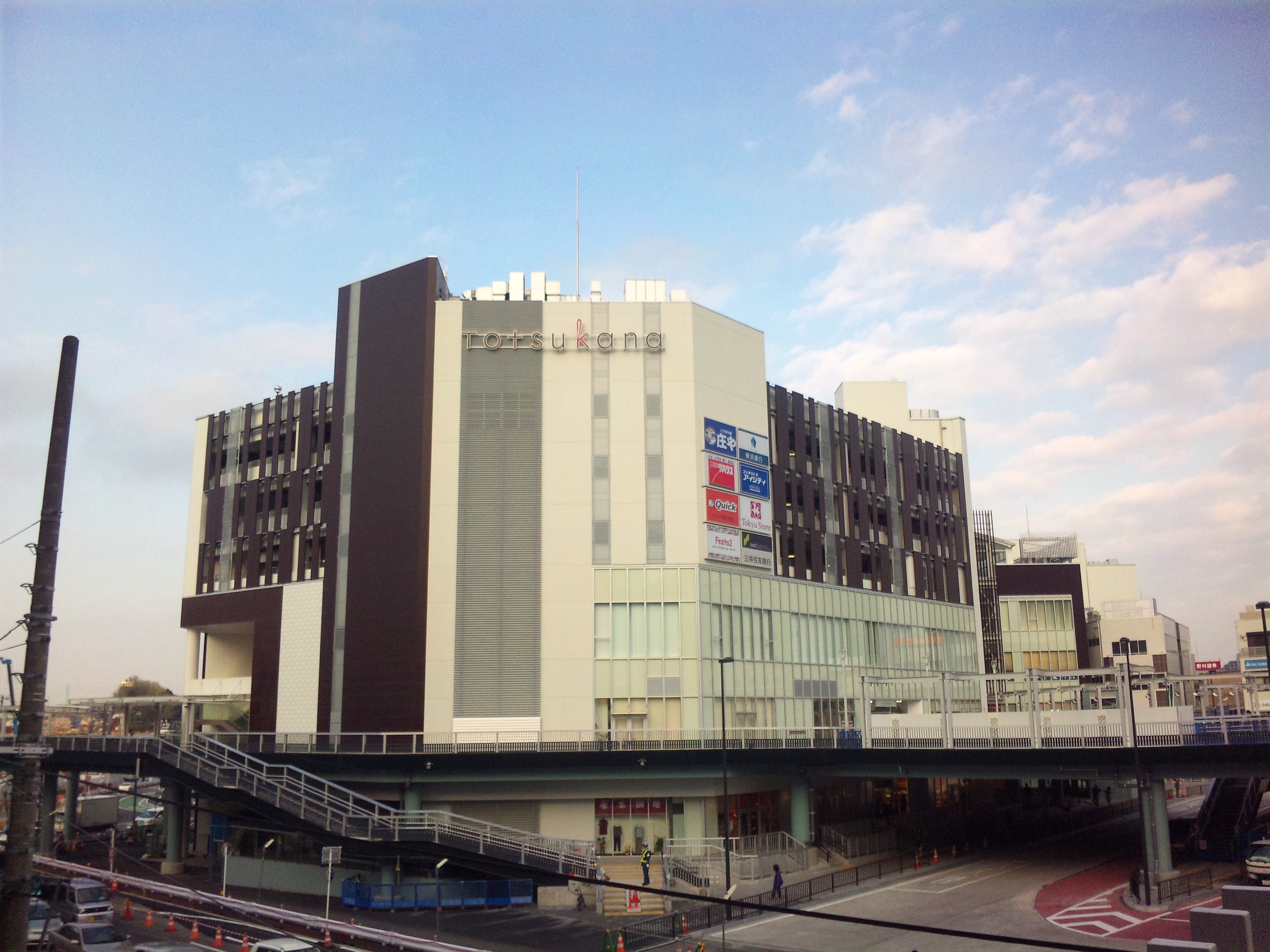
Totsukana

  - Contact eyecity戶塚Totsukana Mall
  - 湘南藥品（日语：湘南薬品）戶塚西口藥局、戶塚西口店
  - Tsutsumi Jewelry（日语：ツツミ）戶塚店

戶塚區綜合廳舍
- 戶塚區地產地消直銷櫃台
- HAC DRUG戶塚區役所店

戶塚PALLSO
- 西通（新巴士總站側）1～4區
  - JTB首都圈 戶塚支店
  - 相鐵FRESA INN（日语：相鉄ホテルマネジメント）橫濱戶塚
  - Cherry藥局

Saclass戶塚
- FM戶塚（日语：エフエム戸塚）Saclass戶塚工作室
- ABC Mart Saclass戶塚
- Koide Camera（日语：コイデカメラ）戶塚Saclass店
- 三和Saclass戶塚店
- 東急Sports Oasis（日语：東急スポーツオアシス）戶塚店
- 宜得利戶塚店
- HAC DRUG Saclass戶塚店
- Himaraya Sports&Golf Saclass戶塚店
- Megane Drug（日语：メガネドラッグ）戶塚店

其他
- 業務超市戶塚店
- 戶塚住宅公園（日语：ABCハウジング）
- 松本清戶塚町店

#### 西口地區郊外型商業設施
- 業務超市山手台店
- Seijo戶塚深谷店
- 山田電機Tecc Land戶塚店
- York Mart（日语：ヨーク (小売業)）戶塚深谷店
- LIFE（日语：ライフコーポレーション）戶塚汲澤店

### 金融機關
- 野村證券戶塚支店
- 大和證券戶塚支店
- 三菱UFJ摩根史坦利證券戶塚支店
- 三菱UFJ銀行戶塚支店、戶塚站前支店
- 三井住友銀行戶塚支店
- 瑞穗銀行戶塚支店
- 里索那銀行戶塚支店
- 橫濱銀行戶塚支店、新戶塚支店
- 駿河銀行（日语：スルガ銀行）橫濱戶塚支店
- 靜岡銀行戶塚支店
- 橫濱信用金庫（日语：横浜信用金庫）戶塚支店、戶塚東口支店
- 湘南信用金庫（日语：湘南信用金庫）戶塚支店

### 郵局
- 戶塚郵便局（日语：戸塚郵便局）
- 橫濱矢部郵便局
- 橫濱倉田郵便局

### 企業
- 日立消費電子（日语：日立コンシューマエレクトロニクス）株式會社（舊日立製作所橫濱工場）
- 日立製作所IT產品統括本部
- 日立製作所通信網路事業部　舊址
- 普利司通橫濱工場
- 巴斯夫塗料日本本社、戶塚工場
- POLA
- MEDICEO神奈川ALC

### 公共設施
- 戶塚區綜合廳舍
- 戶塚稅務署
- 橫濱市戶塚圖書館
- 神奈川縣戶塚警察署（日语：戸塚警察署 (神奈川県)）
- 戶塚地區中心

### 學校
- 橫濱藥科大學
- 明治學院大學橫濱校舍
- 橫濱未來看護專門學校
- 湘南戶塚YMCA（橫濱YMCA體育專門學校（日语：横浜YMCAスポーツ専門学校）等）
- 公文國際學園中等部、高等部（日语：公文国際学園中等部・高等部）
- 橫濱市立戶塚高等學校（日语：横浜市立戸塚高等学校）
- 神奈川縣立橫濱櫻陽高等學校（日语：神奈川県立横浜桜陽高等学校）
- 神奈川縣立上矢部高等学學校（日语：神奈川県立上矢部高等学校）
- 神奈川縣立舞岡高等學校（日语：神奈川県立舞岡高等学校）
- 神奈川縣立金井高等學校（日语：神奈川県立金井高等学校）
- 橫濱市立戶塚中學校（日语：横浜市立戸塚中学校）
- 橫濱市立舞岡中學校
- 橫濱市立領家中學校（日语：横浜市立領家中学校）
- 橫濱市立東戶塚小學校（日语：横浜市立東戸塚小学校） - 位於戶塚競馬場舊址，是橫濱市占地最大的小學。
- 橫濱市立戶塚小學校（日语：横浜市立戸塚小学校）
- 橫濱市立南戶塚小學校
- 橫濱市立矢部小學校
- 橫濱市立舞岡小學校
- 橫濱市立鳥丘小學校
- 橫濱市立東汲沢小學校
- 橫濱市立下鄉小學校
- 橫濱市立柏尾小學校（日语：横浜市立柏尾小学校）
- 橫濱市立汲澤小學校（日语：横浜市立汲沢小学校）

### 道路
- 國道1號（東海道）
- 神奈川縣道22號橫濱伊勢原線（日语：神奈川県道22号横浜伊勢原線）（長後街道）
- 神奈川縣道203號大船停車場矢部線（日语：神奈川県道203号大船停車場矢部線）

## 路線巴士

### 東口
戶塚站東口（神奈川中央交通、高速巴士）、戶塚站（江之電巴士）
巴士總站位於東口出口面對JR線側。有行人天橋連通JR跨站式站房，也直通地下鐵大廳。
1號乘車處過去由橫濱市營巴士53、69，神奈中69、上07系統使用。2005年神奈中69、上07系統廢止後，1號乘車處改為下車專用。
- 2號乘車處
  - 江之電巴士
    - T1 - 飯島（日语：飯島町 (横浜市)）團地循環、往學校（日语：横浜市立飯島小学校）下
    - T2 - 往見晴橋（經下倉田（日语：下倉田町）花立）
    - T3 - 下倉田循環、往力石
- 3號乘車處
  - 江之電巴士
    - T4 - 往大船站（經笠間（日语：笠間 (横浜市)）十字路）
    - ST09 - 往鎌倉八幡宮 ※臨時、正月三日白天
    - T45 - 往平島（日语：江ノ電バス鎌倉営業所）（經笠間十字路）
    - T49 - 往平島（經本鄉台站）

  - 南海巴士（日语：南海バス）、和歌山巴士（日语：和歌山バス）
    - 夜行高速 - 往JR堺市站（經京都站、OCAT（日语：大阪シティエアターミナル）、難波、南海堺站、南海堺東站）
- 4號乘車處（國道1號、平戶櫻木町線方向）
  - 神奈川中央交通
    - 戶01 - 往井土谷下町（日语：井土ヶ谷下町） ※僅夜間
    - 戶03 - 往縣廳入口（經羽衣町） ※平日週六早晨1班
    - 戶25 - 往兒童醫療中心（日语：神奈川県立こども医療センター） ※周六日夜間1班
    - 横43 - 往橫濱站東口（經櫻木町站）
    - 横44 - 往橫濱站東口（經兒童醫療中心、櫻木町站）
    - 戶45 - 往櫻木町站（經兒童醫療中心、南區綜合廳舍） ※平日2班
    - 戶38 - 往保土谷站東口
    - 横46 - 往橫濱站西口（經保土谷站東口） ※平日早晨1班
- 5號乘車處（縣道22號線方向）
  - 神奈川中央交通
    - 戶22 - 往舞岡（日语：神奈川中央交通舞岡営業所）
- 6號乘車處（瀨谷柏尾線方向、羽田機場利木津巴士）
  - 神奈川中央交通
    - 戶12 - 往彌生台站（經西田橋）
    - 戶13 - 往上飯田車庫（日语：神奈川中央交通戸塚営業所）（經阿久和（日语：阿久和）） ※僅夜間
    - 戶16 - 往三境站 （經隼人中學、高校（日语：横浜隼人中学校・高等学校）） ※平日早晨2班
    - 戶17 - 往三境站（經湘南泉醫院） ※僅白天
    - 戶18 - 往下岡津 ※平日夜間2班
    - 戶19 - 往三境站 ※僅早晨夜間
    - 戶39 - 往彌生台站（經領家 (横浜市泉区)領家谷）
    - 機場接駁 - 往羽田機場 ※早晨2班。停駛中
- 7號乘車處（名瀨道路方向）
  - 神奈川中央交通
    - 戶09 - 往綠園都市站（經秋葉（日语：秋葉町 (横浜市)））
    - 戶33 - 往東戶塚站東口（經秋葉）
- 8號乘車處
  - 江之電巴士
    - T5 - 舞岡（日语：舞岡町）台循環、往坂下口 ※往坂下口僅周六日夜間1班
    - T55 - 往舞岡高校（日语：神奈川県立舞岡高等学校）（直行） ※平日早晨2班
    - T6 - 往京急新城（日语：京急ニュータウン）
    - T7 - 小田急分讓地循環、往第一公園 ※往第一公園僅平日夜間1班
    - T8 - 往明治學院大學南門
    - T85 - 往平島（經明治學院大學南門）
    - T89 - 往明治學院大學南門（直行、不定期）

### 西口
戶塚巴士中心

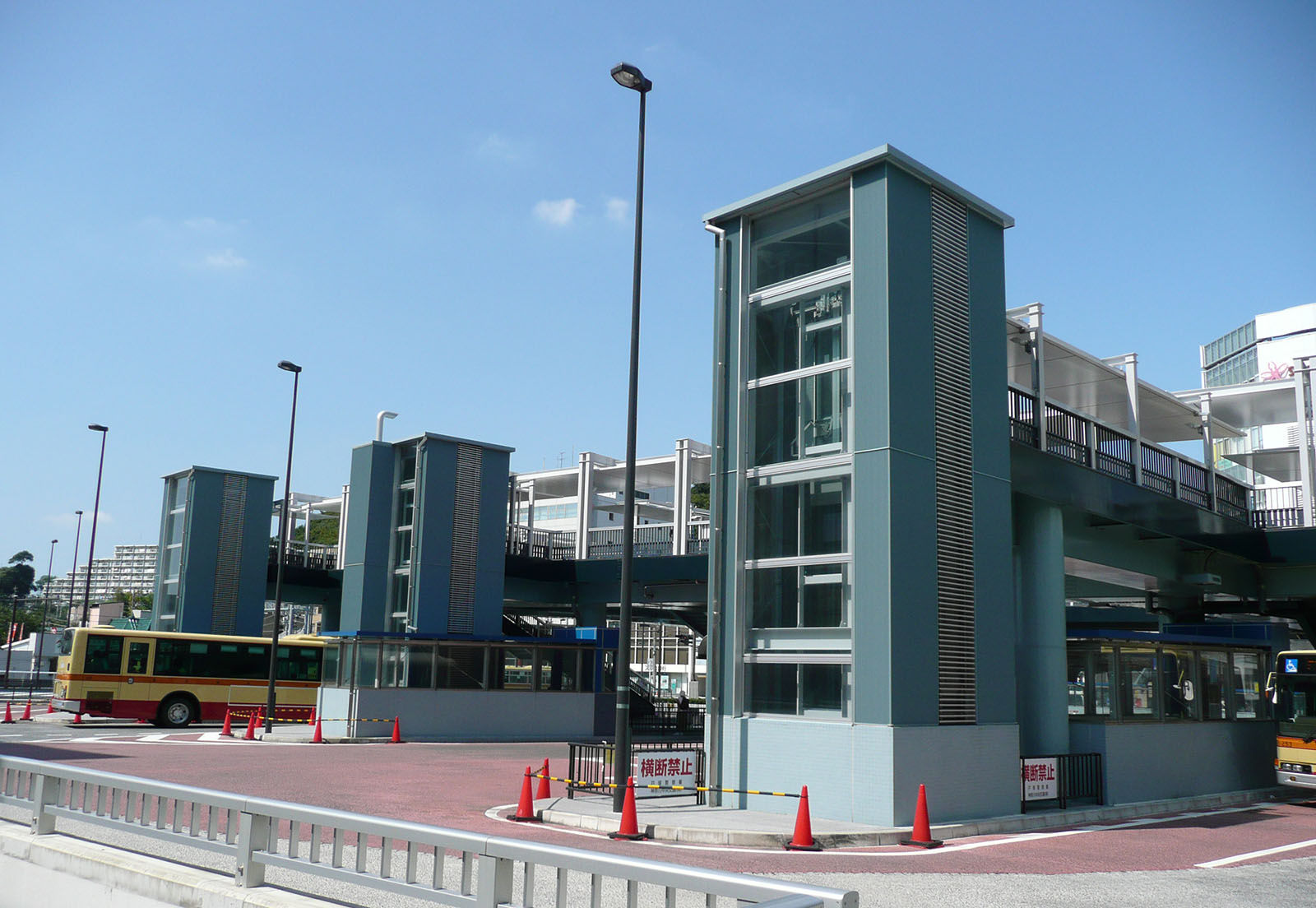
戶塚巴士中心（2011年8月）

位於西口Totsukana大樓國道1號側，JR跨站式站房檢票口可直通Totsukana大樓。
- 1號乘車處
  - 神奈川中央交通東
    - 戶81 - 往藤澤站北口（經原宿（日语：原宿 (横浜市)））

  - 成田空港交通（日语：成田空港交通）
    - 機場接駁 - 往成田機場 ※早晨1班。停駛中
- 2號乘車處
  - 神奈川中央交通
    - 戶50 - 往Dream Heights（日语：横浜ドリームランド）（不經橫濱醫療中心（日语：国立病院機構横浜医療センター），經俣野公園（日语：俣野公園）、橫濱藥科大）
    - 戶52 - 往俣野公園、橫濱藥科大（不經橫濱醫療中心）
    - 戶55 - 往俣野公園、橫濱藥科大（經橫濱醫療中心）
    - 戶56 - 往橫濱醫療中心 ※僅平日早晨傍晚
- 4號乘車處
  - 神奈川中央交通
    - 戶60 - 往立場總站（經汲澤（日语：汲沢））
- 5號乘車處
  - 神奈川中央交通
    - 戶71 - 往大船站西口（不經Hills南戶塚） ※僅早晨
    - 戶72 - 往大船站西口 (經Hills南戶塚）
    - 戶75 - 往金井高校（不經Hills南戶塚） ※僅平日早晨
    - 戶77 - 往Hills南戶塚 ※平日夜間1班
    - 戶93 - 戶塚台循環
    - 戶95 - 往戶塚台中央 ※夜間2班
- 7號乘車處
  - 神奈川中央交通
    - 戶53 - 往汲澤團地
    - 戶79 - 往彌生台站（經戶塚齋場）
- 8號乘車處
  - 神奈川中央交通
    - 戶58 - 往立場總站（經中田） ※週六日夜間1班
    - 戶61 - 往上飯田車庫（日语：神奈川中央交通戸塚営業所）（經銀杏團地）
    - 戶64 - 往銀杏團地

戶塚站西口（下車專用）
2011年9月20日都市計畫道路戶塚站前線開通時新設的巴士站。往戶塚巴士中心的巴士先停靠此站後再進入巴士中心。中心發車的巴士也改駛此路線，不再行經西口。
戶塚站（第2巴士中心）
從JR橋上檢票口沿JR線西側線路往北越過舊戶塚大平交道處。
- 1號乘車處
  - 神奈川中央交通
    - 戶90 - 上矢部（日语：上矢部町）循環 ※14時以前往上矢部高校（日语：神奈川県立上矢部高等学校）方向，14時以後往領家中學校（日语：横浜市立領家中学校）方向
    - 戶91 - 往上矢部高校（經領家中學校前） ※僅平日夜間
    - 戶96 - 往LAMUNA橫濱戶塚（經第一工業團地） ※僅平日早晨
    - 戶97 - 往LAMUNA橫濱戶塚（經領家中學校） ※僅平日傍晚、夜間
    - 戶98 - 上矢部、LAMUNA橫濱戶塚循環 ※14時以前往上矢部高校方向，14時以後往領家中學校方向
    - 戶99 - 往上矢部高校（經領家中學校前、LAMUNA橫濱戶塚） ※僅夜間

## 地名由來
地名來自車站附近的富塚八幡宮，富塚後來演變為戶塚。

## 相鄰車站
東日本旅客鐵道（JR東日本）
 東海道線
■快速「ACTY」、■普通
橫濱（JT 05）－戶塚（JT 06）－大船（JT 07）
 橫須賀線（東京站 - 大船站間屬東海道本線） 
- 特急「成田特快」停車站

■普通
東戶塚（JO 11）－戶塚（JO 10）－大船（JO 09）
 湘南新宿線
■特別快速、■快速（高崎線－東海道線直通）
橫濱（JS 13）－戶塚（JS 10）－大船（JS 09）
■普通（宇都宮線－橫須賀線直通）
東戶塚（JS 11）－戶塚（JS 10）－大船（JS 09）
 橫濱市營地下鐵
 藍線（1號線）
■快速
場（B05）－戶塚（B06）－上永谷（B09）
■普通
場（B05）－戶塚（B06）－舞岡（B07）

## 外部連結
- 車站資訊（戶塚）：東日本旅客鐵道
- 戶塚站 （页面存档备份，存于） - 橫濱市交通局

35°23′49.560″N 139°32′15.273″E / 35.39710000°N 139.53757583°E